# Sky Kim
Sky Kim, född 24 november 1982, är en australisk bågskytt. Han deltog vid olympiska sommarspelen 2008.